# Szelestey László (költő)

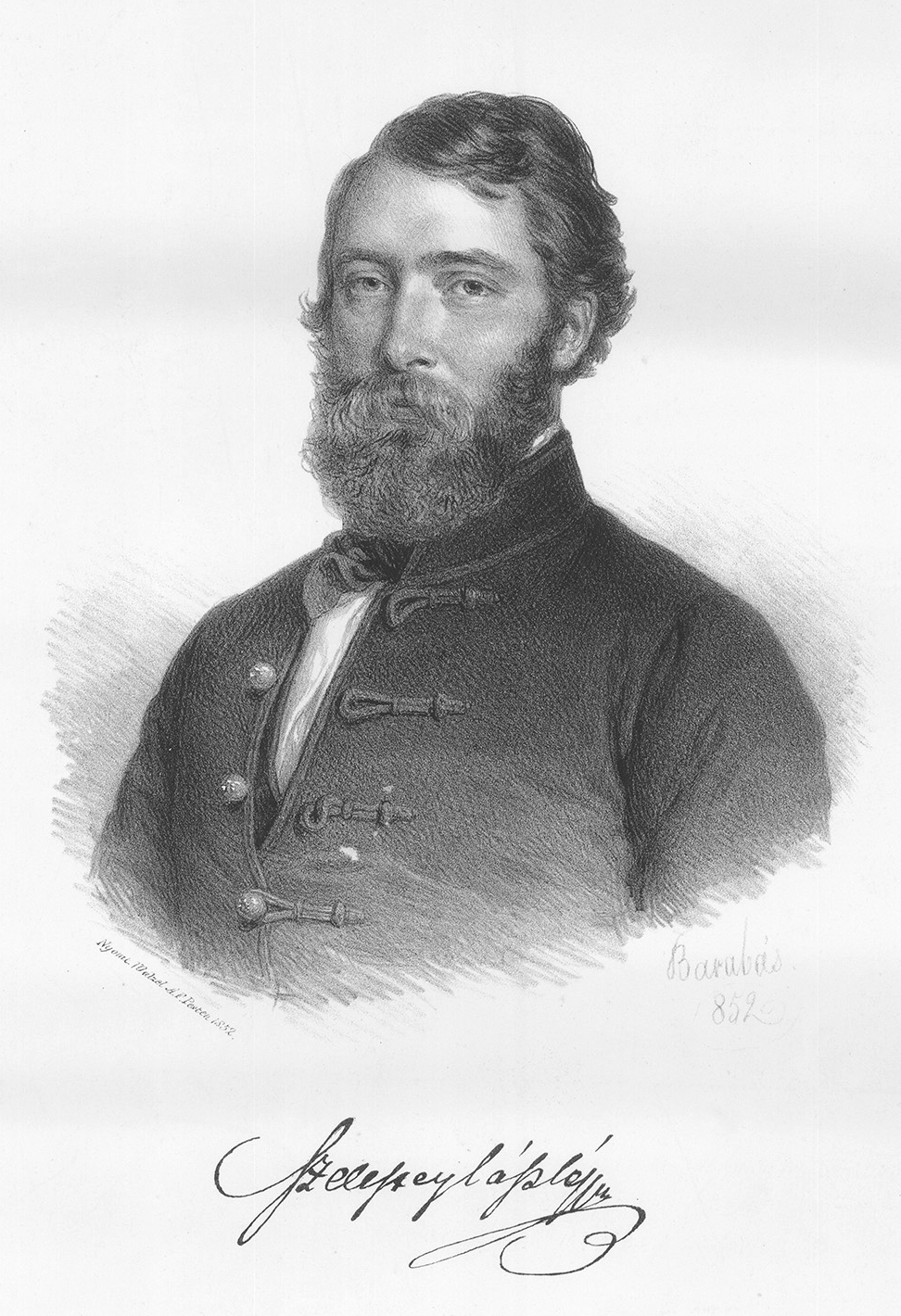
Szelestey László, Barabás Miklós litográfiája (1852)

Alsószelestei Szelestey László Sándor (Uraiújfalu, Vas vármegye, 1821. szeptember 14. – Budapest, 1875. szeptember 7.) lírikus és népies költő, ügyvéd, tanfelügyelő, királyi tanácsos, országgyűlési képviselő.

## Családja és származása
Az ősrégi nemesi származású alsószelestei Szelestey család sarja. Apja alsószelestei Szelestey Sándor (1792–1869), vasi szolgabíró, vagyonos földbirtokos, anyja nemes Keresztényi Katalin (1788–1861) asszony. Az apai nagyszülei alsószelestei Szelestey Lajos, földbirtokos, és rajkai Friebisz Róza voltak. Szelestey László testvérei: Szepestey Pál (1820–1893), földbirtokos, Szelestey Terézia (1822–1879) kisasszony, Szelestey Rozália (1823–1898) kisasszony, és Szelestey Franciska (1826–1916), akinek a férje tótfalusi Tóth Benedek (1825–1883), 1848-as főhadnagy, ügyvéd, földbirtokos, valamint Wolff Vilmosné Szelestey Mária voltak.

## Életrajza
Kőszegen, Sopronban, Szombathelyen és Győrött tanult, joggyakorlaton Vidos József, akkori Vas vármegyei főispán mellett volt. 1843. március 17-én Pesten ügyvédi vizsgát tett. A pinkafői uradalom ügyésze volt, de hamar az irodalom felé fordult. Első versét a Társalkodó közölte 1837-ben. 21 éves korában jelent meg a Érzelemvirágok című kötete.  Szívesen politizált, vármegyéjében mint a szabadelvű ellenzéknek egyik szónoka szerepelt. 1845-ben Iklan-Berénybe (Sopron vármegye) költözött, ahonnét kis időn belül visszaköltözött szülőfalujába, a Vas vármegyei Szentivánfa településre. Ekkor adta ki összes költeményeit is. (Pest, 1852)
Petőfi Sándor hatására elkezdett népies verseket, költeményeket írni, (pl. Kemenesi czimbalom). Ennek sikere után (hamar újabb kiadást ért meg) jelentette meg pályafutásának csúcspontjának számító a Falu pacsirtája című kötetet. E dalaival a hazai tájköltészet legnevezetesebb személyei közé került.
Miután felesége meghalt, Pestre költözött, ekkor adta ki újabb költeményeit Tündérvilág címmel és megjelentette Összes Költeményét második kiadásban. Ezek után született a Huszárok könyve, majd a Pásztorórák. Szerkesztette a Szépirodalmi Albumot, verseket és prózai cikkeket írt az 50-es évek lapjaiba. 1860-ban Vas vármegye főjegyzője, később országgyűlési képviselője lett.
1864. március 15-én az Almásy–Nedeczky-féle Habsburg-ellenes politikai összeesküvésben való részvétele miatt elfogták és az Újépületbe zárták, majd Olmützbe, a Theresienstadtba vitték;
1867-ben szabadult. Ennek az időszaknak a verseit az Egy rab álmai című kötetében jelentette meg.
Hazatérte után Pesten lakott, ismét politizált, újra országgyűlési képviselővé választották. Eötvös József báró miniszter Vas vármegye tanfelügyelőjévé nevezte ki. Később erről a pozíciójáról lemondott. Három évvel halála előtt újranősült.

## Művei

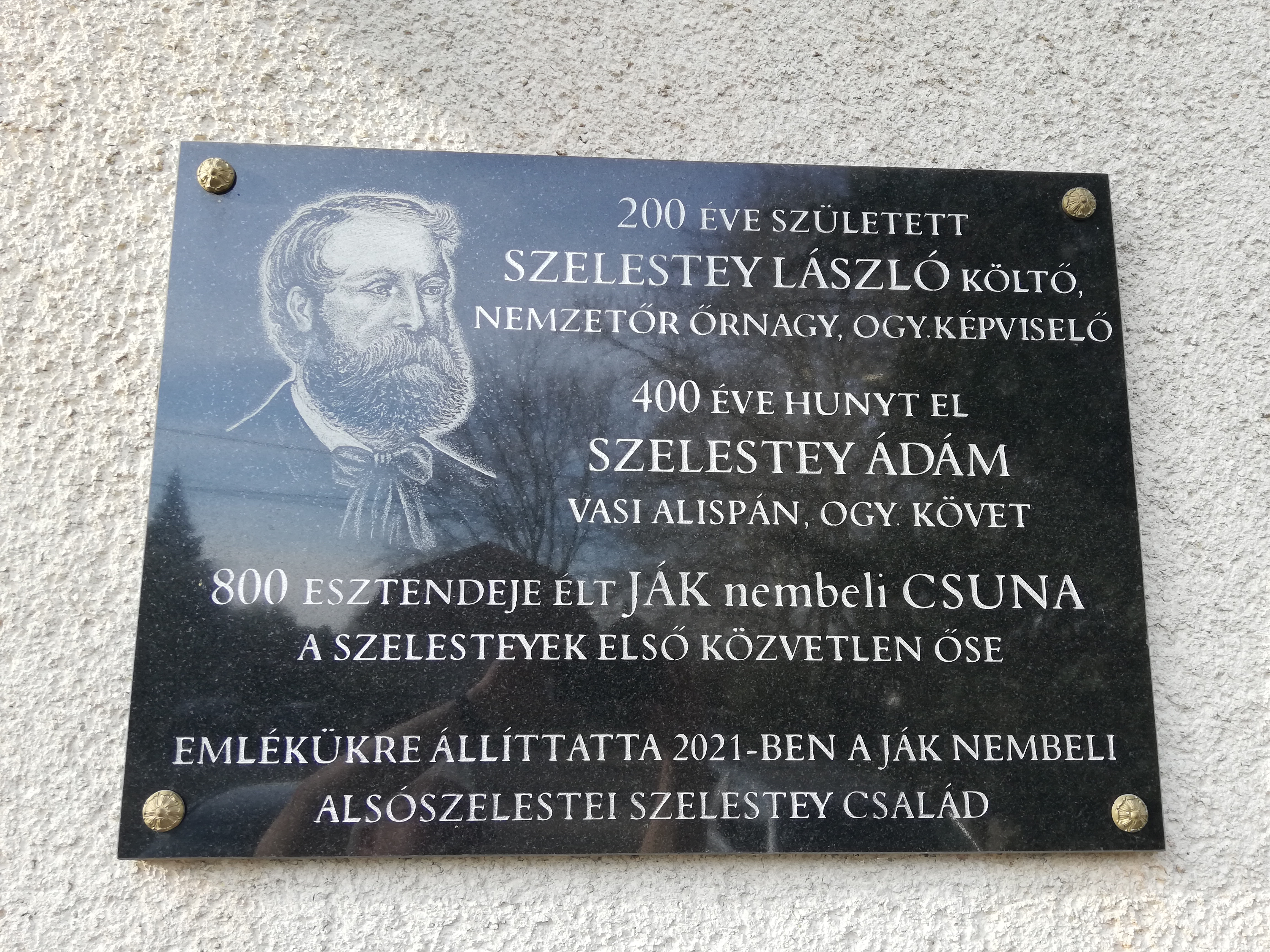
Szelestey László, Szelestey Ádám és Ják nembeli Csuna emléktáblája Szelestén

- Érzelemvirágok (Szombathely, 1842.) Online, MEK változat
- Összes költeményeim (Pest, 1852.)
- Kemenesi czimbalom (Pest, 1853.) Online
- Falu pacsirtája (versek, Pest, 1854.) Online
- Tündérvilág (versek, Pest, 1855.) Online
- Huszárok könyve (antológia, szerk.; Pest, 1858.) Online
- Pásztorórák (versek, Pest, 1859.) Online
- Egy rab álmai (börtönéveit megörökítő verses mű, Pest, 1867.) Online